# Eugênio Coimbra Júnior
Eugênio Teixeira Coimbra Júnior (Recife, 15 de fevereiro de 1905 - 21 de março de 1972) foi um jornalista e poeta brasileiro.
Atuou como jornalista no Jornal do Recife, Jornal Pequeno, Jornal do Commercio (Recife) como redator.
Foi membro da Academia Pernambucana de Letras, primeiro ocupante da cadeira 38.
Publicou o livro de poemas Poemas de abril e outros poemas.

## Homenagem
Em sua memória, como poeta e jornalista, o Conselho Municipal de Cultura do Recife instituiu o Prêmio Eugênio Coimbra Júnior" para agraciar poetas.